# Sophie Köhler-van Dijk
Sophie Köhler-van Dijk (Haarlem, 18 mei 1892 – Amsterdam, 12 augustus 1967) was een Nederlandse (hoorspel)actrice. Ze speelde in de jaren vijftig onder meer de rol van Saartje in de televisieserie Swiebertje.  Zij was gehuwd met de Nederlandse zanger/acteur Piet Köhler.